# 마그네티 마렐리
마그네티 마렐리(Magneti Marelli)는 이탈리아의 자동차 부품 회사다.

## 역사
1919년 설립되었다. 1967년 피아트 그룹의 자회사가 되었다. 2016년 기준으로, 근로자 43,000명에 매출액 79억유로(9조원)이다.
마그네티 마렐리는, 포뮬러 원, 모터사이클 그랑프리, 월드 랠리 챔피온십을 위한 전자장치도 개발한다.
2017년 12월 2일, 세르지오 마르키오네 피아트 크라이슬러 그룹 최고경영자(CEO)는 현대차와 수소차와 변속기 개발 등에서 기술 제휴 방안을 협의하고 있다고 말했다. 그룹 산하 자동차부품 회사인 마그네티 마렐리, 로봇 공학 회사 코마우에 대해 2019년 초부터 분사 작업에 착수할 것이라고 밝혔다. 그러나 알파 로메오와 마세라티의 분사는 수 년 동안 가능하지 않을 것이라고 내다봤다.

## 삼성전자
마그네티 마렐리는 피아트 크라이슬러 그룹의 자회사이며, FCA의 지주회사는 엑소르(Exor)다. 이재용 삼성전자 부회장은 2010년부터 2017년 초까지 7년간 엑소르 사외이사로 활동했다. 2016년 10월부터는 엑소르 이사회에 합류해 주요 경영안건에 대해 다양한 의견을 개진했다. 2010년 피아트 그룹 회장이 된 존 엘칸과 개인적으로 오랜 친분이 있다고 알려져 있다.